# Hiraea ecuadorensis
Hiraea ecuadorensis är en tvåhjärtbladig växtart som beskrevs av C.E.Anderson. Hiraea ecuadorensis ingår i släktet Hiraea och familjen Malpighiaceae. Inga underarter finns listade i Catalogue of Life.